# ألتراس سور
ألتراس سور  او الالتراس الجنوبي  (بالاسبانية Ultras Sur) هم مجموعة متعصبة تنتمي لليمين المتطرف، متعصبة في مباريات كرة القدم المرتبطة بفريق ريال مدريد أحد أنجح الأندية في أوروبا، وبالرغم من أنهم يتبعون تقليد ألترا الإيطالي وارتبطوا ارتباطًا وثيقًا بالهتافات العنصرية والعنف، إلا أن التطرف المرتبط بكرة القدم في إسبانيا أقل انتشارًا بشكل عام من أي مكان آخر في أوروبا وخاصة إيطاليا، حيث يوجد مشجعو الالتراس منذ فترة طويلة، أما في أوروبا الشرقية فقد ارتفع معدل الشغب في كرة القدم بشكل كبير منذ سقوط الشيوعية.

## المجموعة بين المعارضة والتاييد
كان خوزي لويس اوشايتا قائد المجموعة لعدة سنوات، تورط في العديد من الشجارات وأُلقي القبض عليه عدة مرات ومنع من دخول الملاعب الرياضية. طيلة تاريخ المجموعة، كانت لهم بعض النزاعات مع لاعبي ريال مدريد، ولكن بعض اللاعبين من الفريق الملكي أعلنوا تاييدهم علنا للمجموعة ومن ابرزهم (خوانيتو) الذي حمل الوان الملكي لمدة 10 سنوات وتوفي في حادث سير، وتخليدا لذكرى خوانيتو تغني المجموعة في كل مباراة لريال مدريد على ملعب سانتياغو برنابيو أغنية مهداة له بعنوان (illa illa illa Juanito Maravilla) وتحديدا عند الدقيقة 7 وهو رقم قميصه الذي كان يحمله عندما لعب مع ريال مدريد .

## وسائل الإعلام والصحافة
رغم صعوبة الحصول على معلومات حول مجموعة الـ (التراس سور) إلا انهم واجهو بعض الصعوبات مع إصدارات الصحافة، فقد اصدر صحفي متخفي باسم ( أنتونيو سالاس) مقالاً تحدث فيه عن تحركات المجموعة داخل وخارج الملعب، وعن تاييدها للحركة النازية، وهي نفس التجربة التي عاشها الشرطي (دافيد مدريد) الذي قام بتحقيقات تغلغل على اثرها داخل عدة الترات إسبانية، وأصدر بخصوص ذلك كتاب (Insider) .

## حدث شهير غير مجرى الأمور
في 1 أبريل 1998، و في إطار مباراة نصف نهائي رابطة الابطال بين فريقي ريال مدريد ودورتموند، تسلقت مجموعة من الالتراس سور الاعمدة الفولاذية الداعمة للمرمى الجنوبي، مما أدى إلى انهياره وسقوط المرمى، فتأخر انطلاق المباراة 75 دقيقة كاملة، مما دعى الاتحاد الأوروبي لكرة القدم لفرض غرامة كبيرة على إداراة النادي الملكي، ومنذ ذلك اليوم أصبح تعامل الإدارة المدريدية أكثر حزمًا مع المجموعة فنقلوا إلى المدرجات العلوية، وبعد أن تولى فلورنتينو بيريز رئاسة النادي، أعاد المجموعة إلى مكانها خلف المرمى الجنوبي لكن مع تقليص المقاعد المخصصة لهم، مما ادى فعلا إلى انخفاض الحوادث، ولكنه اثر على مظهر الجماهير الحقيقية لـ ريال مدريد.

## ايديلوجية المجموعة
سياسيا هي تنتمي إلى (اقصى اليمين) ، بحيث تجدهم يرفعون اعلام من فترة فرانكو، كما يعتبرهم الكثيرون من مجموعة الـ(skinhead) الداعمة للنازية .

## أصدقاء وأعداء المجموعة

### الأصدقاء
- مشجعين فرقة (Brigadas Blanquiazules ) اسبانيول، فرقة (Curva Sur Hercules ) نادي إيركوليس، فرقة ( Irriducibili ) لاتسيو، فرقة ( Ligallo Fondo Norte ) ريال سرقسطة.
- سياسية القومين، الوطنين، القضية الفلسطينية.

### الأعداء
- مشجعين فرقة ( Frente Atletico ) اتلتيكو مدريد، فرقة ( Boixos Nois ) برشلونة، فرقة ( Biris Norte ) إشبيلية، فرقة ( Riazor Blues ) ديبورتيفو لاكورونيا، فرقة ( Indar Gorri ) أوساسونا، فرقة ( Hirri Norte Taldea ) أتلتيك بلباو.
- الأعراق اليهود، السود، المثلين.
- سياسة البرجوازية، الرأسمالية، التقدمية.

## صور

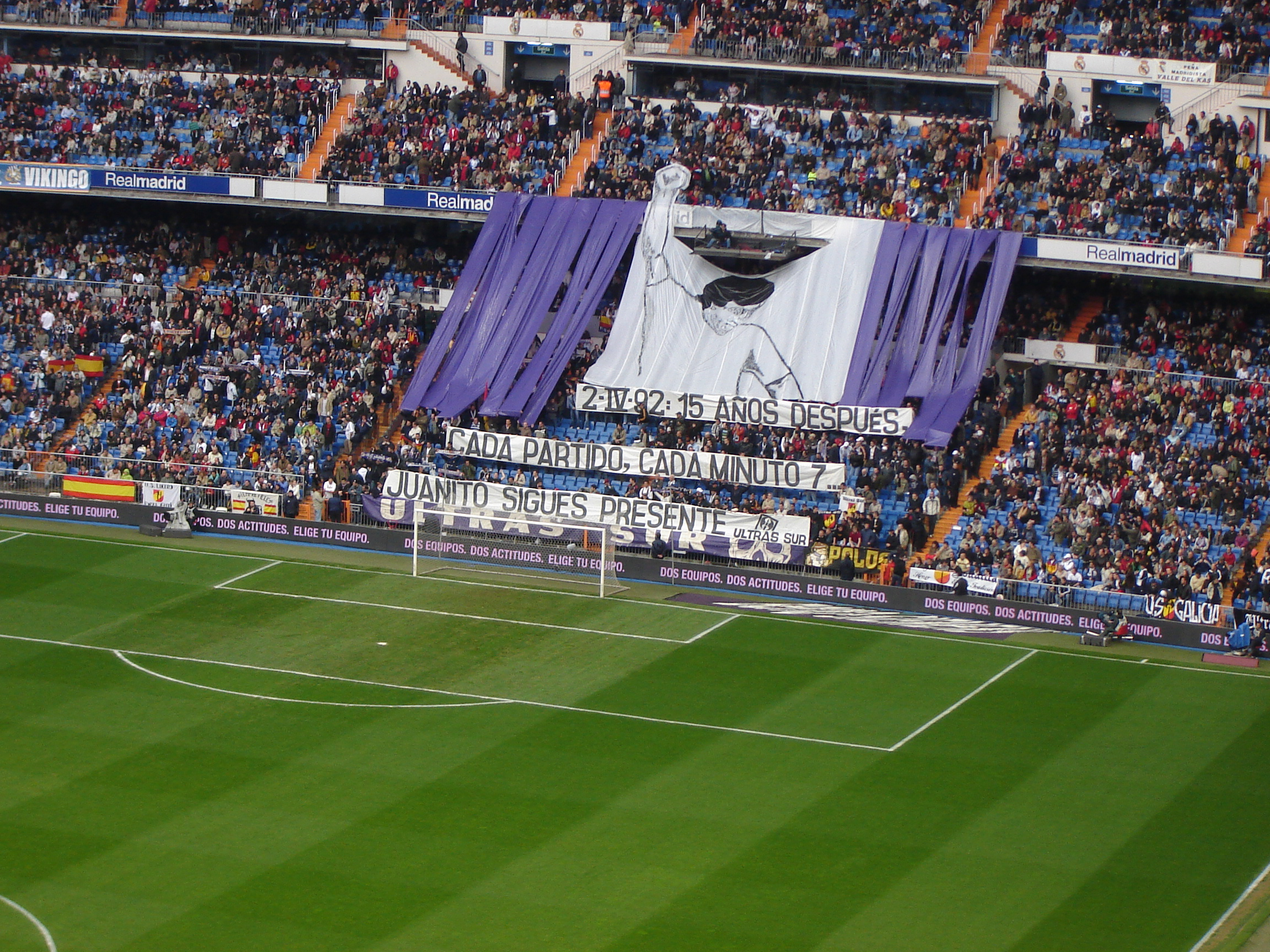
صورة لمكان جلوس الالتراس
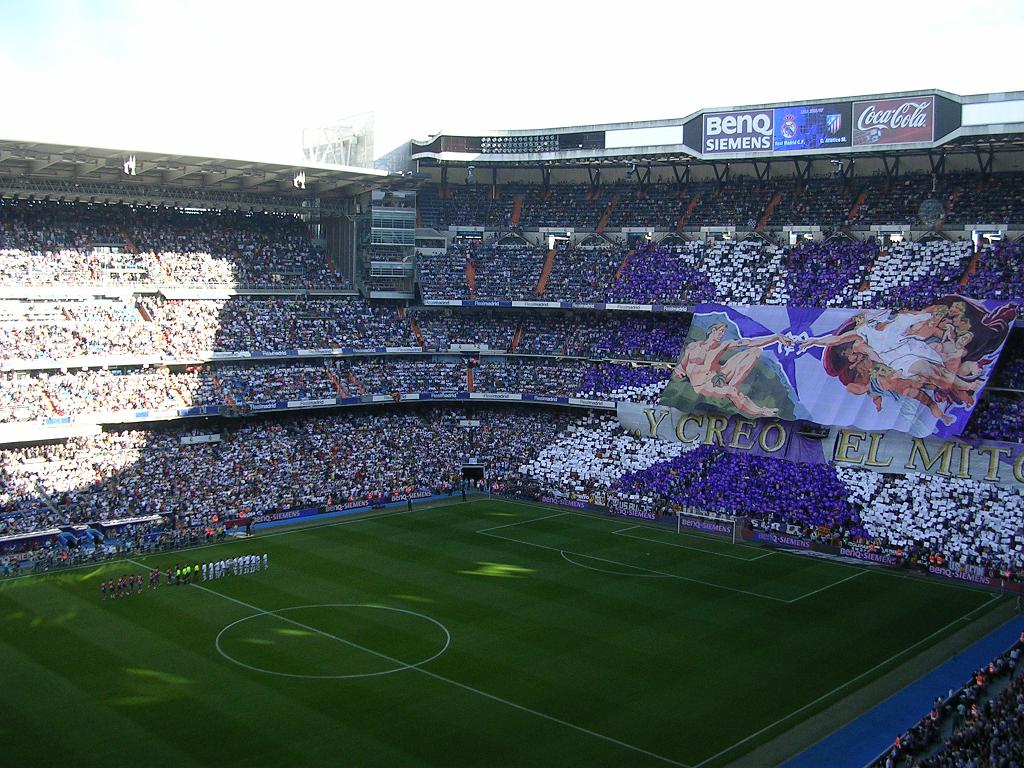
صورة للالتراس